# Mont-Ngafula
Pour les articles homonymes, voir Mont.
Mont Ngafula est une commune du sud de la ville province de Kinshasa en république démocratique du Congo. Elle est l'un des nouveaux lieux de peuplement, situé dans la zone des collines. Le sud de la commune est occupé par la vallée de la Lukaya.

## Démographie
| 1967  | 1970   | 1984   | 2003    | 2004    |
| ----- | ------ | ------ | ------- | ------- |
| 2 040 | 29 811 | 52 820 | 252 412 | 261 004 |

Le footballeur Shabani Nonda et l'écrivain Gaspard-Hubert Lonsi Koko y sont domiciliés.

## Administration
Mont Ngafula est érigée en commune urbano-rurale en 1968, elle fait partie du district de Lukunga. La commune de Mont-Ngafula est la troisième en étendue (359 km²). Elle occupe tout le Sud de la Ville, à l’Ouest de la rivière N’djili et y atteint le fleuve Congo sur près de 10 km. Elle est délimitée au Nord par la commune de Makala, au Sud par le territoire de Kasangulu de la province du Kongo-Central, et à l’Est par les communes voisines de Lemba et Kisenso, et enfin, à l’ouest par la commune voisine de Selembao.
| \| Les 4 districts et les 24 communes de Kinshasa \| \| v · d · m \| |                    |           |
| District de la Lukunga District de la Funa District du Mont-Amba District de la Tshangu Brazzaville Fleuve Congo Pool Malebo M’Bamou Baie de Ngaliema Gombe Barumbu Kin. Ling. K.-V. Ng.-Ng. Kal. Banda- lungwa Kintambo Ngaliema Selembao Bumbu Makala Ngaba Lemba Limete Matete Kisenso Masina Ndjili Kimbanseke Nsele Mont-Ngafula Nsele Maluku |                    |           |
| abréviations : Kinshasa (Kin.), Kasa-Vubu (K.-V.), Lingwala (Ling.), Ngiri-Ngiri (Ng.-Ng.) |                    |           |
| Les 4 districts et les 24 communes de Kinshasa | Blason de Kinshasa | v · d · m |

## Données sur la commune
La population Kinoise est spatialement répartie de la manière déséquilibrée à travers les 24 communes de Kinshasa, ce sont des Entités Territoriales Décentralisées (ETD) dirigées chacune par un Bourgmestre et son adjoint. Ces communes sont regroupées en 4 districts :
- 1°)    Lukunga (Lingwala, Barumbu, Kitambo, Ngaliema, Gombe, Kinshasa),
- 2°)    Funa (Kasa-vubu, Bandal, Ngiri-ngiri, Kalamu, Selembao, Bumbu, Makala),
- 3°)    Tshangu (Kimbanseke, Masina, Nsele, Ndjili, Maluku)
- 4°)    et Mont Amba (Limete, Matete, Lemba, Ngaba, Kisenso, Mont Ngafula).[1]

Le Présent Projet ne concerne qu’un quartier de la Commune de Mont Ngafula. Cette entité administrative est l’une des communes que compte la ville-province de Kinshasa. Depuis 1959, elle a cessé d’être un village des Bahumbu pour devenir une commune urbano-rurale. Pour rappel, la dénomination de la commune « Mont-Ngafula » tire son origine du nom Ngafula, un Kapita (chef) d'un grand village qui, à l'époque, habitait les collines actuelles de ladite commune. Mont-Ngafula est ainsi nommée pour rendre donc hommage à cet ancien chef de la région. L’Atlas de l’organisation administrative de la RD.Congo souligne que la commune de Maluku, N’sele, Mont-Ngafula, Kimbasenke et Ngaliema sont les plus étendues de la ville de Kinshasa. Avec sa superficie de 358,92 km2, elle compte plus de 354.178 habitants, hommes, femmes, enfants et étrangers compris. Mont-Ngafula est bordée par deux grandes rivières, à savoir : la Lukaya au Sud et la rivière N’djili à l’Est. Au Nord par la commune de Makala, au Sud par la province du Kongo-Central, et à l’Est par les communes voisines de Lemba et Kisenso, et enfin, à l’ouest par la commune voisine de Selembao.[2]
Ses quartiers sont : CPA Mushie, Kimbondo, Kimbuta, Kimuenza, Kimbuala, Kindele, Lutendele, Mama Mobutu, Mama Yemo, Masanga-Mbila, Musangu-Télécom, Mazamba, Matadi-Kibala, Matadi-Mayo, Mitendi, Mbuki, Ndjili –Kilambu, Ngansele, Plateau 1, Plateau 2, et enfin, Vunda-Manenga. La majorité de ses quartiers n’est pas urbanisée. Le peu des voies d’entrée et de sortie dont dispose Mont-Ngafula font d’elle la commune la plus enclavée de Kinshasa. Sa principale route, l’avenue By-Pass, dans sa partie comprise entre le triangle Campus UNIKIN et le Triangle Cité-Verte, a connu en 2017 des travaux d’élargissement et modernisation. Il y a trois voies pour accéder à la commune : la route de Matadi (de Mitendi à la Cité verte, la route By-pass à partir de Cité-Verte et du triangle Campus, la route de Kimwenza (complètement délabrée) et vers Ndjili/Quartier 1. Cette situation est à la base des difficultés de transport en commun et des embouteillages sur l’avenue By-Pass. Mais enfin, on signale la construction d’une nouvelle voie d’accès à la commune : la route Elengesa en passant par la Commune de Makala[3].
Autres problèmes de Mont-Ngafula, ses quartiers sont menacés par des érosions par manque des canalisations des eaux de pluie et des ménages, créant des dégâts non seulement matériels mais aussi des pertes en vies humaines. Les habitants de certains quartiers se mobilisent eux-mêmes en mettant des sacs de sable ou en plantant des bambous, une façon pour eux de lutter contre ces érosions mais leurs efforts restent insignifiants sans le soutien des autorités du pays. Du point de vue sanitaire, la commune ne compte deux grandes formations médicales de haute facture : la Clinique Monkole et l’Hôpital Mama Koko.
En outre, Mont-Ngafula, en tant que grenier agricole, alimente Kinshasa en produits agricoles locaux tels que les fruits et légumes vendus sur les marchés périphériques : Commune, Masanga-Mbila, Rond-point Ngaba, Cité verte, Pompage… La grande partie de sa population est en majorité pauvre, manque d’eau potable, est privée de l’électricité et se nourrit de l’agriculture.. Ce manque de l’électricité entraîne souvent l’insécurité dans certains coins et recoins de la commune. La population de cette contrée se plaint souvent de l’insécurité qui règne dans leur municipalité.
Afin que la vie à Mont-Ngafula puisse redevenir agréable, les autorités compétentes doivent prendre des mesures idoines afin de mettre fin à l’insécurité, à la carence d’eau potable, lutter contre les érosions.
[1] SAINT-MOULIN L. et KALOMBO, Atlas de l’organisation administrative de la République Démocratique du Congo, CEPAS, Kinshasa, 2005.
[2] SAINT-MOULIN L. et KALOMBO, op.cit
[3] S. SHOMBA KINYAMBA, F. MUKOKA NSENDA, D. OLELA NONGA, T.M. KAMINAR, W. MBALANDA, Monographie de la ville de Kinshasa, ICREDES, Kinshasa – Montréal – Washington, 2015 